# Leucula toxulca
Leucula toxulca là một loài bướm đêm trong họ Geometridae.